# Liste der Nummer-eins-Hits in Kanada (2004)
Diese Liste enthält alle Nummer-eins-Hits in Kanada im Jahr 2004. Es gab in diesem Jahr elf Nummer-eins-Singles.
| Singles | Alben |
| --- | ----- |
| - Ryan Malcolm – Something More - 13 Wochen (11. Oktober 2003 – 9. Januar 2004) - OutKast – Hey Ya! - 3 Wochen (10. Januar – 30. Januar, insgesamt 8 Wochen) - Evanescence – My Immortal - 1 Woche (31. Januar – 6. Februar, insgesamt 2 Wochen) - OutKast – Hey Ya! - 5 Wochen (7. Februar – 12. März, insgesamt 8 Wochen) - Evanescence – My Immortal - 1 Woche (13. März – 19. März, insgesamt 2 Wochen) - Britney Spears – Toxic - 2 Wochen (20. März – 2. April) - Clay Aiken – The Way / Solitaire - 2 Wochen (3. April – 23. April) - Usher feat. Ludacris und Lil Jon – Yeah! - 8 Wochen (24. April – 18. Juni, insgesamt 10 Wochen) - Beastie Boys – Ch-Check It Out - 1 Woche (19. Juni – 25. Juni) - Usher feat. Ludacris und Lil Jon – Yeah! - 1 Woche (26. Juni – 2. Juli, insgesamt 10 Wochen) - Fantasia – I Believe - 10 Wochen (3. Juli – 10. September) - Green Day – American Idiot - 4 Wochen (11. September – 8. Oktober) - Usher feat. Ludacris und Lil Jon – Yeah! - 1 Woche (9. Oktober – 15. Oktober, insgesamt 10 Wochen) - Kalan Porter – Awake in a Dream - 8 Wochen (16. Oktober – 10. Dezember) - Band Aid 20 – Do They Know It’s Christmas? - 5 Wochen (11. Dezember 2004 – 14. Januar 2005) |       |